# Joachim Schulz (Jurist, 1901)

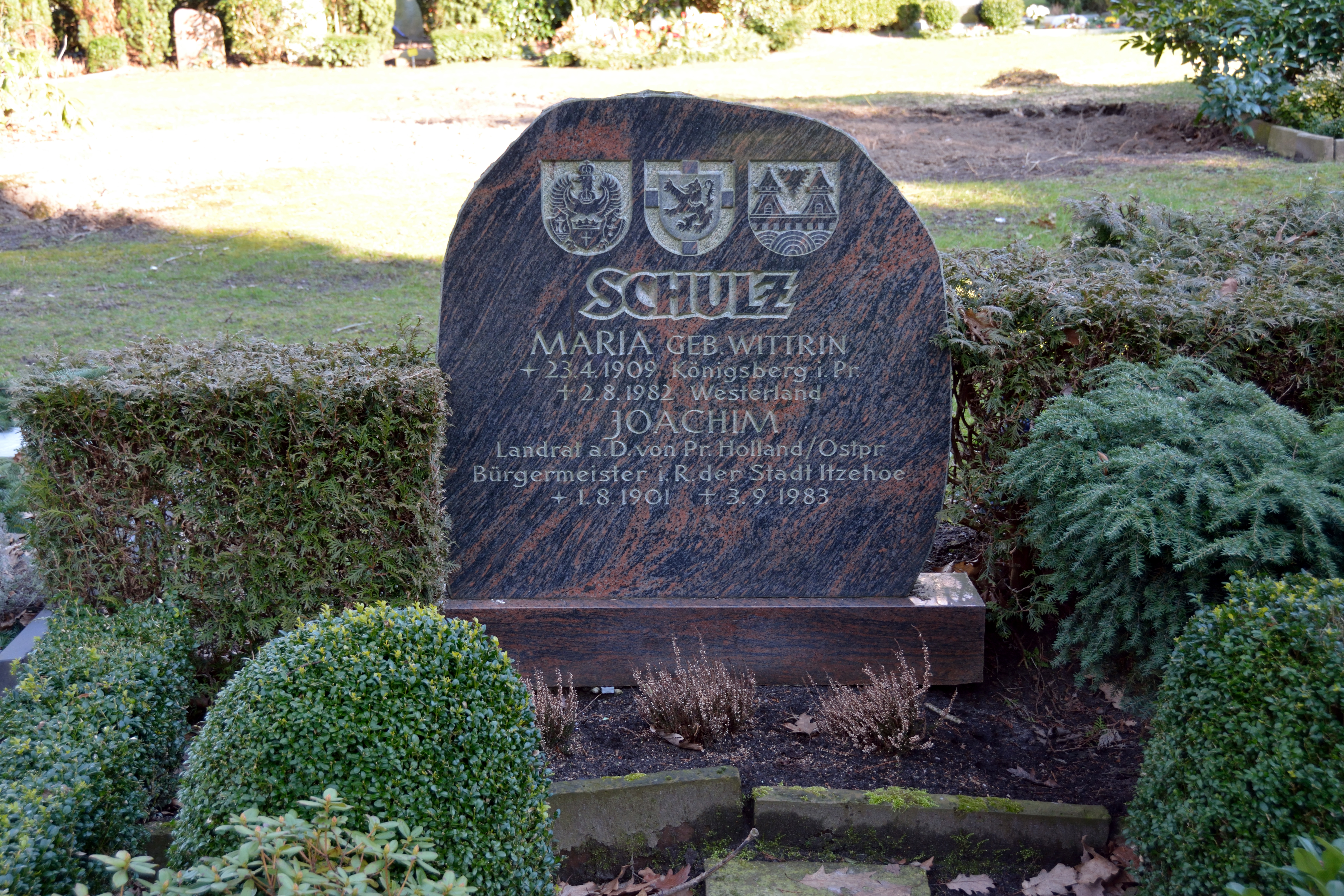
Grabmal auf dem Friedhof in Itzehoe

Joachim Schulz (* 1. August 1901 in Heiligenbeil; † 3. September 1983) war ein deutscher Jurist und Bürgermeister der Städte Preußisch Holland und Itzehoe.

## Leben
Nach einem Studium der Rechtswissenschaften an der Universität Königsberg legte Schulz 1927 die erste und 1931 in Berlin die Große juristische Staatsprüfung ab.
Schon 1932 wurde er Bürgermeister der Kreisstadt Preußisch Holland und war damals jüngster Bürgermeister Ostpreußens. Neben einem fünfjährigen Kriegseinsatz war er von 1933 bis 1945 Landrat des Kreises Preußisch Holland. Nach der Flucht aus den Ostgebieten wurde er schließlich am 24. Mai 1950 zum Bürgermeister der Kreisstadt Itzehoe gewählt. Die Amtszeit von Schulz, der noch 1962 einstimmig wiedergewählt worden war, endete 1966; zum 1. Januar 1967 übernahm sein Nachfolger Günter Hörnlein die Amtsgeschäfte.